# Espèce-réservoir
Pour les articles homonymes, voir Réservoir.

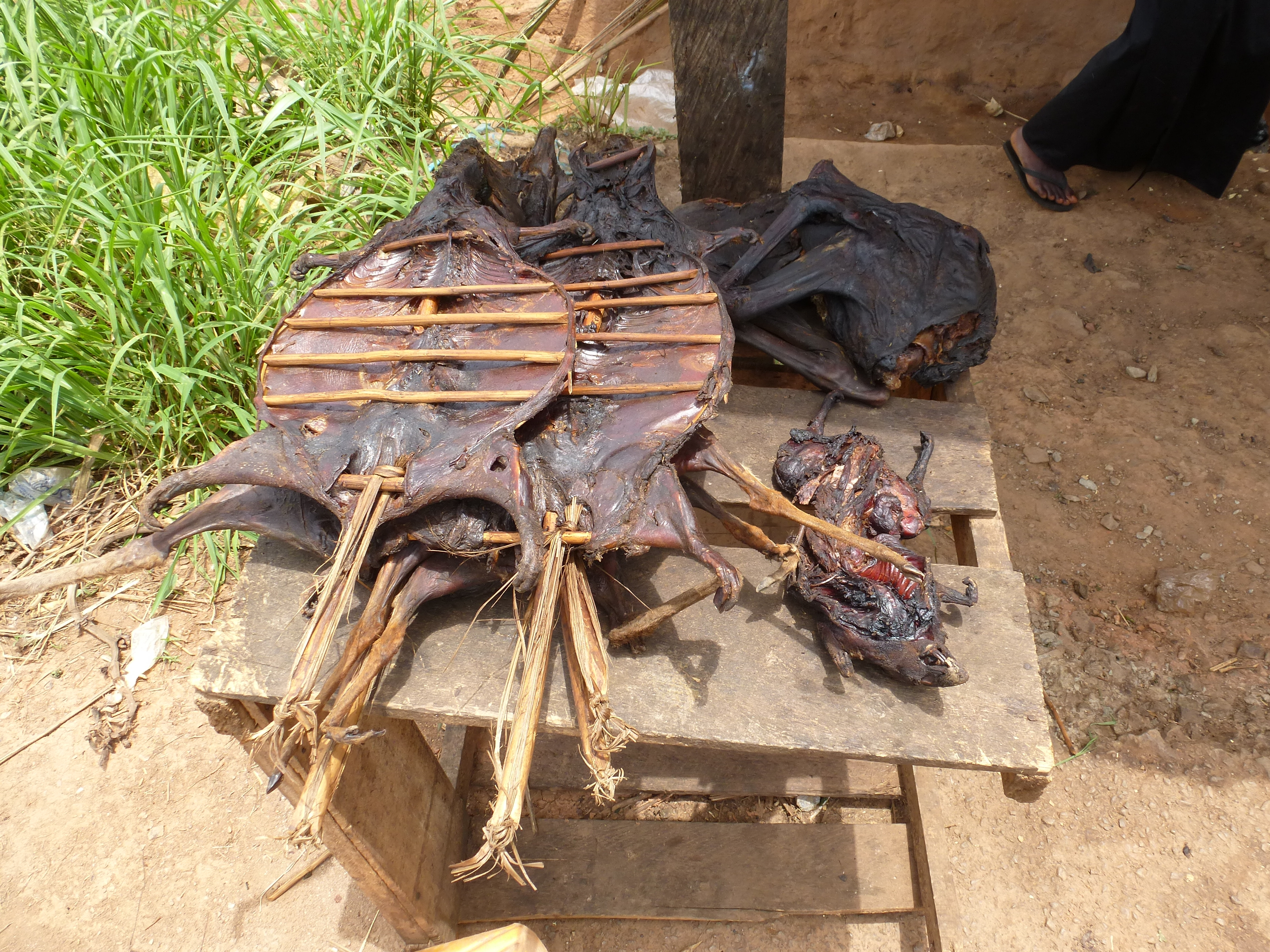
La viande de brousse, un exemple de contact entre humains et espèces-réservoir.

En infectiologie, on nomme espèce-réservoir toute espèce qui participe majoritairement au cycle de reproduction d'un agent pathogène (ex. : virus, bactérie, nématode parasite, prion, etc.) à partir de laquelle il peut contaminer sporadiquement d'autres espèces. Par exemple, le virus de la rage aurait des chauves-souris comme espèce-réservoir, même s'il peut infecter de nombreuses autres espèces dont les canidés et les humains. Le concept de réservoir est anthropocentré et  limité aux maladies zoonotiques, il n'a pas de sens en épidémiologie, écologie ou en évolution.

## Rôle écoépidémiologique des espèces-réservoir
Ces espèces jouent souvent un triple rôle :
- habitat et support de développement pour l'agent pathogène. L'agent pathogène doit généralement évoluer pour déjouer l'immunité de son hôte ;
- moyen de transport et de large diffusion de ce pathogène, parfois sur de longues distances quand l'espèce-réservoir est un oiseau ou un mammifère très mobile. L'urine, les excréments, le sperme, d'autres excreta ou encore les cadavres sont les contaminants possibles qui dispersent le pathogène vers d'autres espèces ou vers d'autres individus de la même espèce ;
- diffusion secondaire via des vecteurs biologiques ; ce sont souvent des insectes ou acariens hématophages tels que certains moustiques, puces, poux, ou tiques (les tiques étant en forte augmentation dans les forêts de l'hémisphère nord depuis quelques dizaines d'années, elles semblent être un des facteurs de maladies dites émergentes dans ces régions, notamment de la maladie de Lyme et d'ehrlichioses, encéphalites à tiques, etc.).

## Hôte amplificateur
On appelle hôte amplificateur, une espèce animale multipliant une charge infectieuse ou parasitaire suffisante pour être transmissible. Un hôte amplificateur augmente la quantité d'agents infectieux  en circulation (par exemple virus) dans le cadre d'un cycle épidémique.
Une amplification se produit lorsqu’un agent s’adapte suffisamment à une nouvelle espèce et s'y multiplie.
Du point de vue du pathogène, un bon amplificateur doit présenter les qualités suivantes:
- les individus doivent être nombreux et accessibles aux vecteurs à la fois spatialement et temporellement,
- les individus attirent préférentiellement le vecteur et tolèrent le pathogène,
- une infection doit occasionner une forte virémie,
- la population d'individus non-immunisés doit pouvoir se renouveler.

## Cas

### Mammifères
Les mammifères, sauvages ou domestiqués, sont particulièrement concernés en termes de risque sanitaire pour l'humain, car leur organisme est proche du nôtre. 
De plus, quelques mammifères (bétail mais aussi rats, souris, chiens, chats…) sont des commensaux de l'homme, ce qui permet à leurs parasites et pathogènes de coévoluer avec le système immunitaire humain et de s'y adapter avec le temps. 
Le fait d'entrer plus fréquemment en contact avec des mammifères forestiers sauvages est un nouveau facteur de risque (cf. à titre d'exemple VIH/Sida probablement acquis de singes africains, SRAS et mammifères asiatiques …).

### Oiseaux
Les oiseaux, qui sont des animaux à sang chaud, partagent également plusieurs maladies zoonotiques et parasites avec l'homme. La grippe est l'exemple le plus connu de maladie susceptible de passer de l'oiseau à l'homme, via éventuellement le cochon dont l'immunité pulmonaire est proche de la nôtre.

## Interactions durables
La plupart du temps, l'espèce réservoir ne souffre pas de l'infection, à la suite d'une longue coévolution avec le pathogène. Parfois, le pathogène provoque bien une maladie, mais bénigne ou suffisamment lente pour se diffuser par transmission avant la mort de l'hôte.
Il est possible que le pathogène puisse aussi jouer un rôle plus complexe de régulateur face à de possibles surpopulations, en l'absence de prédateurs et superprédateurs (souvent éliminés par l'homme, alors que les espèces-réservoirs sont au contraire volontairement (gestion des espèces-gibier) ou involontairement (alimentation de nombreux rongeurs via l'agriculture et l'agrainage) favorisées (ex. : sanglier et chevreuil en Europe de l'ouest, wapiti et cervidés en Amérique du Nord).

## Épidémiologie
Le concept d'espèce-réservoir est à rapprocher de celui d'hôte définitif d'un parasite, mais ne comporte pas de notion de cycle de reproduction : la vie du pathogène est souvent la même dans le réservoir que dans l'hôte occasionnel, mais il y déclenche généralement des symptômes plus importants. 
Contrairement à celle de l'hôte définitif, la disparition de l'espèce-réservoir n'implique pas forcément la disparition du pathogène.
La plupart du temps, les maladies sont des zoonoses qui touchent l'homme et l'animal, l'un pouvant contaminer l'autre (grippes par exemple). 
Dans de rares cas, l'homme est l'unique espèce-réservoir d'un organisme, et cet organisme ne contamine aucun autre animal : c'est le cas par exemple du virus de l'hépatite B ; c'est cette caractéristique qui en fait un candidat à l'éradication.
Par contre, dans d'autres cas, l'être humain n'est pas réservoir, mais hôte occasionnel. On ne peut alors rien prévoir de la survenue d'épidémies tant que l'hôte-réservoir n'est pas identifié. Ainsi, certains réservoirs sont très surveillés : c'est le cas des oiseaux, et particulièrement des canards, qui sont réservoirs de nombreuses formes de virus de la grippe.  Plusieurs espèces de gibier et des petits rongeurs jouent aussi le rôle de réservoir, notamment pour des maladies vectorielles et en particulier pour les maladies à tiques.